# 아랍 세계

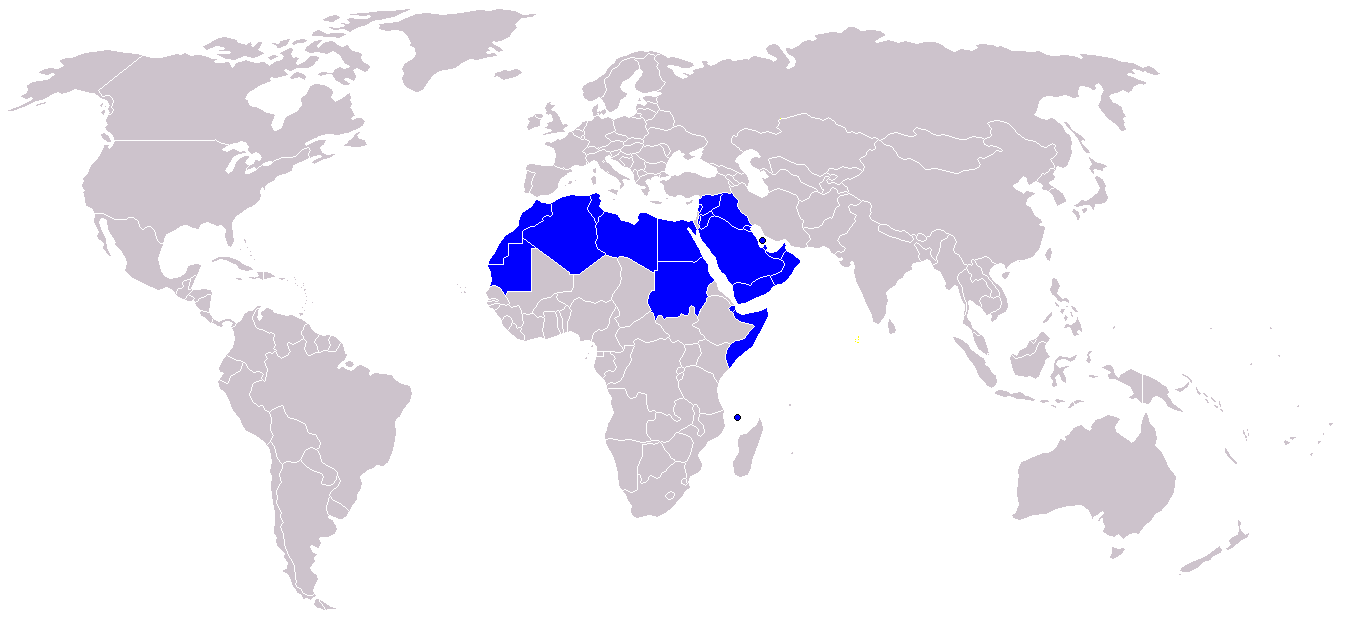
아랍 연맹 국가는 어두운 녹색, 아닌 국가는 밝은 녹색으로 표시하였다. 모리타니, 소말리아, 지부티, 코모로는 아랍 연맹에 속하지만 그들 국가의 사람들은 아랍인이 아니다.

아랍 세계(아랍어: جهان عرب, 영어: Arab world)는 아랍어를 주로 쓰는 지역을 뜻한다. 아프리카의 북서쪽 해안부터 서아시아의 아라비아 반도까지 이어진다. 좁은 개념으로는 아라비아 반도와 그 주변만을 가리키기도 한다.
총 22개국으로 이루어져 있다. 전체 인구는 약 3억 2500만 명이고 경제 규모는 1조 달러를 능가하며 매해 5퍼센트씩 성장한다. 아랍 세계는 무슬림 세계의 5분의 2를 차지한다.

## 언어, 정치, 지역
아랍어는 아랍 세계를 통일된 특징으로 묶어준다. 몇몇 방언을 쓰는 지역이 있긴 하지만, 모두들 표준 고전 언어를 공유하고 있다. 이는 더 넓은 이슬람 세계와 대비되는 점이다.

## 같이 보기
- 아랍 연맹
- 무슬림 세계
- 이슬람교